# Onthophagus bicristatus
Onthophagus bicristatus là một loài bọ cánh cứng trong họ Bọ hung (Scarabaeidae).